# NARグランプリ最優秀短距離馬
NARグランプリ最優秀短距離馬（NARグランプリ さいゆうしゅう たんきょりば）は、NARグランプリの競走馬部門の1つ。該当年度中に短距離で活躍した競走馬が対象となる。創設は1999年。

## 歴代受賞馬
馬齢は2000年までは旧表記。
| 年     | 受賞馬             | 性齢       | 年度成績 （重賞勝ち鞍・その他受賞理由となった戦績）                                 | 生産者           | 所属       | 調教師     | 馬主                       |
| ------ | ------------------ | ---------- | ----------------------------------------------------------------------------------- | ---------------- | ---------- | ---------- | -------------------------- |
| 1999年 | 該当馬なし         | 該当馬なし | 該当馬なし                                                                          | 該当馬なし       | 該当馬なし | 該当馬なし | 該当馬なし                 |
| 2000年 | ベラミロード       | 牝5        | 6戦3勝 カネユタカオー記念、東京盃                                                   | 静内酒井牧場     | 宇都宮     | 室井康雄   | 室井征巳                   |
| 2001年 | 該当馬なし         | 該当馬なし | 該当馬なし                                                                          | 該当馬なし       | 該当馬なし | 該当馬なし | 該当馬なし                 |
| 2002年 | アインアイン       | 牝5        | 8戦1勝 東京盃                                                                       | 大典牧場         | 大井       | 赤間清松   | 本田昭                     |
| 2003年 | ハタノアドニス     | 牡7        | 8戦5勝 東京シティ盃、フロンティアスプリント盃、 栗駒賞、アフター5スター賞、東京盃   | まるとみ冨岡牧場 | 大井       | 高橋三郎   | 畑末廣郎                   |
| 2004年 | 該当馬なし         | 該当馬なし | 該当馬なし                                                                          | 該当馬なし       | 該当馬なし | 該当馬なし | 該当馬なし                 |
| 2005年 | ヨシノイチバンボシ | 牡4        | 12戦5勝 マイル争覇、かきつばた記念、名港盃、 姫山菊花賞                             | 酒井静男         | 愛知       | 錦見勇夫   | 野田雅昭                   |
| 2006年 | ネイティヴハート   | 牡8        | 6戦1勝 オーシャンステークス（オープン特別）                                         | 明和牧場         | 船橋       | 坂本昇     | 池田草龍                   |
| 2007年 | フジノウェーブ     | 牡5        | 7戦4勝 JBCスプリント                                                                | 笹島政信         | 大井       | 高橋三郎   | 大志総合企画（株）         |
| 2008年 | フジノウェーブ     | 牡6        | 7戦1勝 東京盃                                                                       | 笹島政信         | 大井       | 高橋三郎   | 大志総合企画（株）         |
| 2009年 | 該当馬なし         | 該当馬なし | 該当馬なし                                                                          | 該当馬なし       | 該当馬なし | 該当馬なし | 該当馬なし                 |
| 2010年 | ナイキマドリード   | 牡4        | 11戦4勝 オーバルスプリント                                                          | 下河辺牧場       | 船橋       | 川島正行   | 小野誠治                   |
| 2011年 | ナイキマドリード   | 牡5        | 7戦2勝 さきたま杯                                                                   | 下河辺牧場       | 船橋       | 川島正行   | 小野誠治                   |
| 2012年 | ラブミーチャン     | 牝5        | 6戦3勝 東京盃、習志野きらっとスプリント                                             | グランド牧場     | 笠松       | 柳江仁     | 小林祥晃                   |
| 2013年 | ラブミーチャン     | 牝6        | 6戦5勝 東京スプリント、習志野きらっとスプリント、 クラスターカップ                  | グランド牧場     | 笠松       | 柳江仁     | 小林祥晃                   |
| 2014年 | サトノタイガー     | 牡6        | 9戦2勝 川崎マイラーズ、アフター5スター賞、 JBCスプリント2着                         | 社台ファーム     | 浦和       | 小久保智   | 松村真司                   |
| 2015年 | ポアゾンブラック   | 牡6        | 6戦1勝 グランシャリオ門別スプリント、北海道スプリントカップ2着、クラスターカップ2着 | 出口牧場         | 北海道     | 田中淳司   | 村上憲政                   |
| 2016年 | ソルテ             | 牡6        | 5戦2勝 フジノウェーブ記念、さきたま杯、かしわ記念2着                                | 下村繁正         | 大井       | 寺田新太郎 | （株）フロンテイア・キリー |
| 2017年 | ブルドッグボス     | 牡5        | 9戦1勝 クラスターカップ、JBCスプリント3着                                           | 鮫川啓一         | 浦和       | 小久保智   | HimRockRacingHD（株）      |
| 2018年 | キタサンミカヅキ   | 牡8        | 9戦3勝 プラチナカップ、アフター5スター賞、東京盃、JBCスプリント3着                  | 広中稔           | 船橋       | 佐藤賢二   | （有）大野商事             |
| 2019年 | ブルドッグボス     | 牡7        | 7戦3勝 JBCスプリント、ゴールドカップ                                                | 鮫川啓一         | 浦和       | 小久保智   | HimRockRacingHD（株）      |
| 2020年 | サブノジュニア     | 牡6        | 9戦5勝 JBCスプリント、アフター5スター賞                                             | 藤沢牧場         | 大井       | 堀千亜樹   | 中川三郎                   |
| 2021年 | 該当馬なし         | 該当馬なし | 該当馬なし                                                                          | 該当馬なし       | 該当馬なし | 該当馬なし | 該当馬なし                 |
| 2022年 | イグナイター       | 牡4        | 6戦3勝 黒船賞、かきつばた記念                                                       | 春木ファーム     | 兵庫       | 新子雅司   | 野田善己                   |
| 2023年 | イグナイター       | 牡5        | 7戦4勝 黒潮スプリンターズカップ、さきたま杯、園田チャレンジカップ、JBCスプリント    | 春木ファーム     | 兵庫       | 新子雅司   | 野田善己                   |
| 2024年 | アラジンバローズ   | セ7        | 7戦2勝 新春賞、サマーチャンピオン                                                   | 下河辺牧場       | 兵庫       | 新子雅司   | 猪熊広次                   |